# フランシスコ・ラザロ
フランシスコ・ラザロ（Francisco Lázaro、1891年1月21日 - 1912年7月15日）は、ポルトガルの陸上競技選手である。
1912年に開催されたストックホルムオリンピックのマラソン競技中に倒れ、その翌日に死去しており、1896年に近代オリンピックの歴史が始まって以来、オリンピック競技で死去した初めての人物であった。

## 経歴
1891年生まれ。生家は貧しく、大工として生計を立てていた。長距離選手として有名になり、すでに1910年のリスボンマラソンを始めとして国内のマラソンで3回の優勝経験があった。ストックホルムオリンピックに初出場した際には、開会式ではポルトガル選手団の旗手を務めている。
このときのマラソン競技は、19か国から68人の選手が出場して7月14日に開催された。気温が40度に達し、日陰でも32度を計測するという記録的な暑さで選手のうちほぼ半数の33名が途中棄権する事態となり、金栗四三のように日射病で意識を失う者もいた。ラザロは、30キロ過ぎの給水所を越えてゴールまであと8キロを残した地点で倒れて意識を失った。ラザロが倒れたという知らせはすぐに伝えられて、当番の医者が駆けつけた。倒れてから約1時間半後に、ラザロは病院に搬送されて夜通しの治療を受けたが体温は42.1度という高温になっており、意識が戻ることはなくその翌朝6時に死去した。

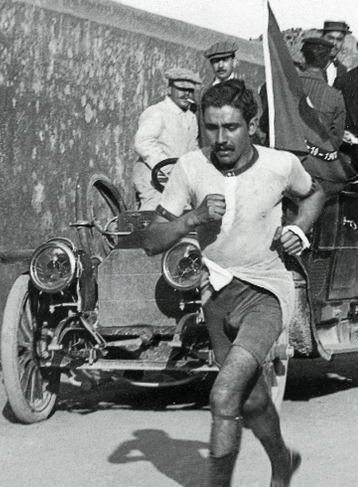
ストックホルムオリンピックマラソンで走るラザロ（1912年）

死因については、競技実施日の記録的な暑さによる深刻な脱水症状によるものと推定された。なお、ほとんどの選手が日除けの帽子を被っていた中で帽子を被っていなかったという。後に、日焼けと過度の発汗を防止するために、体の表面の大部分にワックスを塗布していたことが判明した。このワックスの油分が水を弾いて自然な発汗までも妨げたために、体内における電解質の重篤な不均衡を引き起こす結果になった。 
訃報については、他の選手たちや世間の人々に衝撃を与えた。この事態を受けて当時の国際オリンピック委員会会長だったピエール・ド・クーベルタンはラザロの遺族に哀悼の意を表した。オリンピックの終了後、メインスタジアムでは追悼の音楽会が催され、23,000人の人々が参列した。音楽会での収益14,000クローナはラザロの遺族に贈られた。その後、このマラソンの折り返し地点であるソレントゥナ（en:Sollentuna Municipality）には記念碑が建立された。故国ポルトガルで執り行われたラザロの葬儀には、数千人の人々が参列したという。
この一連の出来事は、『いだてん〜東京オリムピック噺〜』でも描写された。（史実とは異なるが）金栗と交友を深める描写がある。ラザロを演じたのは、ポルトガルの俳優エドワード・ブレダである。